# Узречский сельсовет
Узречский сельсовет — административная единица на территории Глубокского района Витебской области Республики Беларусь.

## Состав
Узречский сельсовет включает 24 населённых пункта:
- Бабичи — агрогородок.
- Бараны — деревня.
- Бычково — деревня.
- Голубчики — деревня.
- Горовляне — деревня.
- Грицы — деревня.
- Двор-Узречье — деревня.
- Курьяново — деревня.
- Кухарево — деревня.
- Лесники — деревня.
- Майсютино — деревня.
- Матошки — деревня.
- Микулино — деревня.
- Нарушово — деревня.
- Петровщина — деревня.
- Потупы — деревня.
- Ратьки — деревня.
- Романчуки — деревня.
- Рудница — деревня.
- Старый Двор — деревня.
- Стуканы — деревня.
- Узречье — деревня.
- Хромые — деревня.
- Черенка — деревня.